# Músculo transverso de la nariz
El músculo transverso de la nariz (Compressor nasi) es un músculo de la cara.
- Forma: Aplanado, triangular y delgado.
- Ubicación: Se extiende en la parte superior del dorso de la nariz.
- Descripción: Del dorso de la nariz, donde nace, se dirige al músculo abajo hacia el surco del ala de la nariz y termina en la piel y en el músculo mirtiforme.
- Función: Abre el ala de la nariz hacia arriba y adelante. Es dilatador de las narinas.
- Inervación: Nervio Temporofacial.